# Підгаєцька районна рада
Підгаєцька районна рада — орган місцевого самоврядування у Підгаєцькому районі Тернопільської області з центром у місті Підгайцях.

## Голови райради
- Баран Ірина Петрівна — 2.12.2010[1] — ?

## Депутатський склад

### Від 2010 року
- «Наша Україна» — 13
- Партія регіонів — 10
- Всеукраїнське об'єднання «Батьківщина» — 7
- Народний Рух України — 5
- Народна Партія — 2
- Всеукраїнське об'єднання «Свобода» — 2
- Українська Народна Партія — 2
- Аграрна партія України — 1
- «Фронт Змін» — 1

Депутати Бережанської районної ради шостого скликання (від 4.11.2010 року):
1. Баран Ірина Петрівна, ВО «Батьківщина»
2. Бісовський Михайло Володимирович, Аграрна партія України
3. Венгер Михайло Богданович, «Наша Україна»
4. Галькович Іван Романович, Партія регіонів
5. Головатий Василь Іванович, Народний Рух України
6. Головатий Михайло Іванович, Народний Рух України
7. Городецький Ігор Миколайович, Народна Партія
8. Грабський Іван Романович, ВО «Батьківщина»
9. Демида Михайло Юліанович, «Наша Україна»
10. Жибак Галина Зіновіївна, «Наша Україна»
11. Іванців Богдан Григорович, Партія регіонів
12. Калиняк Петро Дмитрович, «Наша Україна»
13. Керницький Іван Петрович, Партія регіонів
14. Козлик Володимир Іванович, ВО «Свобода»
15. Колодницька Олена Михайлівна, Народний Рух України
16. Колодницький Дмитро Миколайович, «Наша Україна»
17. Комарницька Ганна Климентіївна, «Наша Україна»
18. Кравченко Наталія Степанівна, Партія регіонів
19. Крамарчук Любов Ярославівна, ВО «Батьківщина»
20. Крутиголова Оксана Яремівна, «Наша Україна»
21. Кушнір Ігор Богданович, Партія регіонів
22. Лапчак Ярослав Корнилович, Народний Рух України
23. М'якуш Ігор Михайлович, Партія регіонів
24. Мартин Василь Григорович, Українська Народна Партія
25. Мерена Марія Зіновіївна, ВО «Батьківщина»
26. Пельц Ігор Петрович, «Наша Україна»
27. Полячук Ольга Богданівна, Партія регіонів
28. Рудий Михайло Васильович, Партія регіонів
29. Рудий Петро Ярославович, Народний Рух України
30. Симко Мирослава Йосипівна, «Наша Україна»
31. Слюзар Володимир Ілліч, Партія регіонів
32. Соліляк Ігор Дмитрович, «Наша Україна»
33. Солтисяк Ігор Антонович, Українська Народна Партія
34. Татарин Володимир Михайлович, «Наша Україна»
35. Тронка Василь Олексійович, Народна Партія
36. Федів Петро Іванович, «Наша Україна»
37. Ходань Галина Михайлівна, «Наша Україна»
38. Ходань Сергій Михайлович, ВО «Батьківщина»
39. Цяпута Ганна Михайлівна, «Фронт Змін»
40. Чабаранок Василь Васильович, ВО «Батьківщина»
41. Чорновус Йосиф Петрович, Партія регіонів
42. Шкрум Іван Михайлович, ВО «Батьківщина»
43. Штай Ганна Сергіївна, ВО «Свобода»

Вибули:
1. Головатий Василь Іванович
2. Крамарчук Любов Ярославівна
3. Кушнір Ігор Богданович
4. Лапчак Ярослав Корнилович
5. Левкович Тетяна Володимирівна
6. Мякуш Ігор Михайлович
7. Слюзар Володимир Ілліч
8. Федів Петро Іванович